# Język judeowłoski
Język judeowłoski, język żydowsko-włoski, język italkian (giudeo-italiano, לעז) – grupa dialektów romańskich używanych przez Żydów zamieszkujących Włochy i wyspę Korfu. Obecnie prawie całkowicie wymarł.

## Historia
Pierwsze wzmianki o tym języku pojawiły się w X wieku. Rozwinął się on na podstawie lokalnych dialektów języka włoskiego z dodaniem zapożyczeń z języka hebrajskiego i innych europejskich języków żydowskich. Żydzi nazywali ten język La’az (לעז) czyli „język obcy” (niehebrajski); był on zapisywany alfabetem hebrajskim. W XVI wieku zaczęto ten język nazywać włoskim (italiano: u-fitrono bi-leshon iṭalyano ופתרונו בלשון איטליאנו); powstawały w nim m.in. dzieła religijne, np. Haggadah.
Następnie, gdy Żydów zmuszono do zamieszkania w gettach, ich dialekty zaczęto nazywać ghettaiolo (język getta) i giudeesco (żydowski). W 1942 Solomon Birnbaum stworzył nową nazwę dla języka judeowłoskiego: italkian, od hebrajskiego słowa אטלקי.
Od XIX wieku zaczął być wypierany przez język włoski i coraz częściej zapisywany alfabetem łacińskim; obecnie około 4000 osób zna w jakimś stopniu dialekty judeowłoskie, a tylko 200 osób mówi nimi biegle. Tradycyjnie w tych dialektach śpiewane są pieśni paschalne włoskich Żydów.

## Cechy
Wyjątkową cechą dialektów judeowłoskich jest tworzenie słów z rdzenia hebrajskiego z dodatkiem włoskich przyrostków, np. axlare (jeść); gannaviare (kraść); dabberare (mówić); lekhtire (iść). W podobny sposób tworzono rzeczowniki abstrakcyjne, np. tovezza (dobroć).
Oprócz zapożyczeń hebrajskich występują zapożyczenia z języka ladino i jidysz.

## Dialekty judeowłoskie
- judeoferraryjski (giudeo-ferrarese) (Ferrara)
- judeoflorentyński (giudeo-fiorentino, iodiesco) (Florencja)
- judeomantuański (giudeo-mantovano) (Mantua)
- judeomodeński (giudeo-modenese) (Modena)
- judeopiemoncki (giudeo-piemontese) (Piemont)
- judeoreggiański (giudeo-reggiano) (Reggio Emilia w prowincji Emilia-Romagna)
- judeorzymski (giudeo-romanesco) (Rzym)
- judeowenecki (giudeo-veneziano) (Wenecja)

Bagitto (giudeo-livornese) (Livorno) jest dialektem mieszanym z elementami języka ladino i języka judeoportugalskiego.
Na wyspie Korfu były używane co najmniej dwa dialekty judeowłoskie: jeden na podstawie języka sycylijskiego, drugi na podstawie dialektu weneckiego.